# Julia A. Gardner

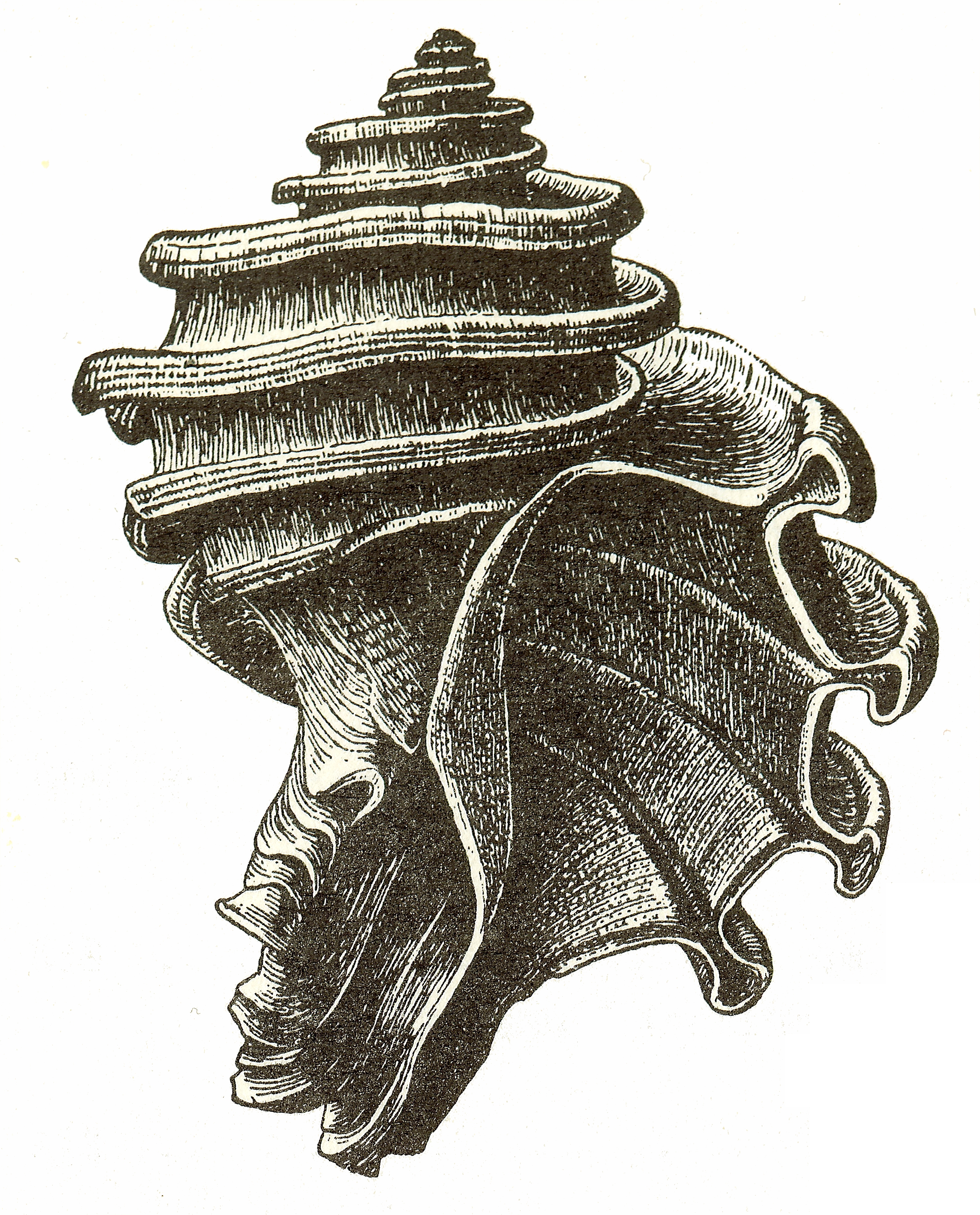
Ecphora gardnerae

Julia Anna Gardner (* 26. Januar 1882 in Chamberlain, South Dakota; † 15. November 1960 in Bethesda, Maryland) war eine US-amerikanische Paläontologin.

## Leben
Gardner studierte Geologie und Paläontologie am Bryn Mawr College mit dem Bachelor-Abschluss 1905 sowie dem Master-Abschluss 1907 und an der Johns Hopkins University, an der sie 1911 in Paläontologie promoviert wurde. Damals befasste sie sich mit kreidezeitlichen Mollusken in Maryland und ihre Untersuchungen wurden vom Maryland Geological Survey veröffentlicht, für den sie in Teilzeit arbeitete. Im Ersten Weltkrieg arbeitete sie als Krankenschwester in Frankreich und kehrte 1920 in die USA zurück. Danach war sie beim United States Geological Survey, wo sie sich als Paläontologin vor allem mit dem Tertiär der Atlantik-Küstenregion und der Golfregion von Maryland bis nach Mexiko befasste, wo sie in den 1930er und 1940er Jahren war. Dabei arbeitete sie in der texanischen Golfregion auch mit Erdölgesellschaften zusammen. Im Zweiten Weltkrieg war sie als Militärgeologin in Japan.
1952 war sie die Präsidentin der Paleontological Society und 1953 Vizepräsidentin der Geological Society of America. Sie erhielt die Distinguished Service Medal des US-Innenministeriums.
Eine nach ihr benannte fossile Schnecke, Ecphora gardnerae, wurde 1994 Staatsfossil von Maryland. Von ihr stammen viele Erstbeschreibungen.

## Schriften
- Mollusca of the tertiary formations of northeastern Mexico, Geological Society of America 1947
- The molluscan fauna of the Alum Bluff group of Florida, U.S. Geological Survey Paper 142, 1926–1947
- The Midway Group of Texas, Texas University Bulletin 3301, 1935